# Aloe jawiyon
Aloe jawiyon là một loài thực vật]] thuộc họ Aloaceae. Đây là loài đặc hữu của Yemen. Môi trường sống tự nhiên của chúng là vùng nhiều đá.